# ماتئو دیونیسی
ماتئو دیونیسی (انگلیسی: Matteo Dionisi؛ زادهٔ ۲۲ ژوئیهٔ ۱۹۸۵) بازیکن فوتبال است.